# Tomáš Vincour
Tomáš Vincour (né le 19 novembre 1990 à Brno en Tchécoslovaquie) est un joueur tchèque de hockey sur glace. Il évolue au poste d'attaquant.

## Biographie

### Carrière en club
Formé au HC Kometa Brno, il joue son premier match en senior dans la 1.liga, le deuxième niveau national en 2006. Il est choisi au premier rang de la sélection européenne 2007 de la Ligue canadienne de hockey par les Oil Kings d'Edmonton. Il part alors en Amérique du Nord et débute dans la Ligue de hockey de l'Ouest. Il est choisi au cinquième tour, en cent-vingt-neuvième position par les Stars de Dallas lors du repêchage d'entrée dans la LNH 2009. Il passe professionnel en 2010 avec les Stars du Texas, club ferme des Stars dans la Ligue américaine de hockey. Le 9 février 2011, il joue son premier match dans la Ligue nationale de hockey avec les Stars face aux Coyotes de Phoenix. Il marque son premier but le 9 mars 2011 face aux Flames de Calgary et leur gardien Miikka Kiprusoff.

### Carrière internationale
Il représente la République tchèque au niveau international. Il prend part aux sélections jeunes.

## Trophées et honneurs personnels

### Championnat du monde moins de 18 ans
- 2008 : nommé meilleur attaquant de la division 1, groupe A.
- 2008 : termine meilleur pointeur de la division 1, groupe A.
- 2008 : termine meilleur passeur de la division 1, groupe A.
- 2008 : termine avec le meilleur différentiel +/- de la division 1, groupe A.

## Statistiques

### En club
| Saison     | Équipe                | Ligue                  |    | Saison régulière | Saison régulière | Saison régulière | Saison régulière | Saison régulière |   | Séries éliminatoires | Séries éliminatoires | Séries éliminatoires | Séries éliminatoires | Séries éliminatoires |
| Saison     | Équipe                | Ligue                  | PJ | B                | A                | Pts              | Pun              | PJ               | B | A                    | Pts                  | Pun                  |                      |                      |
| 2004-2005  | HC Kometa Brno U17    | République tchèque U17 | 42 | 23               | 13               | 36               | 36               |                  |   |                      |                      |                      |                      |                      |
| 2005-2006  | HC Kometa Brno U17    | République tchèque U17 | 21 | 13               | 14               | 27               | 77               |                  |   |                      |                      |                      |                      |                      |
| 2005-2006  | HC Kometa Brno Jr.    | République tchèque Jr. | 28 | 8                | 10               | 18               | 61               |                  |   |                      |                      |                      |                      |                      |
| 2005-2006  | HC Kometa Brno        | 1.liga                 | 1  | 0                | 0                | 0                | 0                |                  |   |                      |                      |                      |                      |                      |
| 2006-2007  | HC Kometa Brno U17    | République tchèque U17 | 1  | 0                | 0                | 0                | 0                | 2                | 0 | 2                    | 2                    | 0                    |                      |                      |
| 2006-2007  | HC Kometa Brno Jr.    | République tchèque Jr. | 41 | 15               | 24               | 39               | 58               |                  |   |                      |                      |                      |                      |                      |
| 2006-2007  | HC Kometa Brno        | 1. liga                | 4  | 0                | 1                | 1                | 0                |                  |   |                      |                      |                      |                      |                      |
| 2007-2008  | Oil Kings d'Edmonton  | LHOu                   | 65 | 16               | 23               | 39               | 36               |                  |   |                      |                      |                      |                      |                      |
| 2008-2009  | Oil Kings d'Edmonton  | LHOu                   | 49 | 17               | 19               | 36               | 23               |                  |   |                      |                      |                      |                      |                      |
| 2009-2010  | Oil Kings d'Edmonton  | LHOu                   | 33 | 17               | 9                | 26               | 31               |                  |   |                      |                      |                      |                      |                      |
| 2009-2010  | Giants de Vancouver   | LHOu                   | 24 | 12               | 10               | 22               | 17               | 15               | 7 | 6                    | 13                   | 8                    |                      |                      |
| 2010-2011  | Stars du Texas        | LAH                    | 44 | 5                | 7                | 12               | 10               | 6                | 0 | 1                    | 1                    | 4                    |                      |                      |
| 2010-2011  | Stars de Dallas       | LNH                    | 24 | 1                | 1                | 2                | 4                |                  |   |                      |                      |                      |                      |                      |
| 2011-2012  | Stars de Dallas       | LNH                    | 47 | 4                | 6                | 10               | 2                | -                | - | -                    | -                    | -                    |                      |                      |
| 2011-2012  | Stars du Texas        | LAH                    | 22 | 12               | 4                | 16               | 8                | -                | - | -                    | -                    | -                    |                      |                      |
| 2012-2013  | Stars du Texas        | LAH                    | 47 | 13               | 15               | 28               | 20               | -                | - | -                    | -                    | -                    |                      |                      |
| 2012-2013  | Monsters du lac Érié  | LAH                    | 6  | 5                | 6                | 11               | 2                | -                | - | -                    | -                    | -                    |                      |                      |
| 2012-2013  | Stars de Dallas       | LNH                    | 15 | 2                | 1                | 3                | 2                | -                | - | -                    | -                    | -                    |                      |                      |
| 2012-2013  | Avalanche du Colorado | LNH                    | 2  | 0                | 1                | 1                | 2                | -                | - | -                    | -                    | -                    |                      |                      |
| 2013-2014  | Ak Bars Kazan         | KHL                    | 39 | 6                | 5                | 11               | 12               | 3                | 0 | 2                    | 2                    | 0                    |                      |                      |
| 2014-2015  | Avalanche du Colorado | LNH                    | 7  | 0                | 1                | 1                | 2                | -                | - | -                    | -                    | -                    |                      |                      |
| 2014-2015  | Monsters du lac Érié  | LAH                    | 38 | 10               | 13               | 23               | 10               | -                | - | -                    | -                    | -                    |                      |                      |
| 2015-2016  | Sibir Novossibirsk    | KHL                    | 45 | 10               | 17               | 27               | 46               | 10               | 1 | 3                    | 4                    | 6                    |                      |                      |
| 2016-2017  | HC Kometa Brno        | Extraliga Tchèque      | 39 | 9                | 13               | 22               | 26               | 7                | 0 | 3                    | 3                    | 14                   |                      |                      |
| 2017-2018  | HC Kometa Brno        | Extraliga Tchèque      | 39 | 10               | 10               | 20               | 22               | 12               | 4 | 2                    | 6                    | 2                    |                      |                      |
| 2018-2019  | HC Hradec Králové     | Extraliga Tchèque      | 44 | 21               | 10               | 31               | 16               | 4                | 1 | 0                    | 1                    | 4                    |                      |                      |
| 2019-2020  | HC Hradec Králové     | Extraliga Tchèque      | 20 | 3                | 2                | 5                | 6                | -                | - | -                    | -                    | -                    |                      |                      |
| 2019-2020  | HC Kometa Brno        | Extraliga Tchèque      | 20 | 6                | 7                | 13               | 6                | -                | - | -                    | -                    | -                    |                      |                      |
| 2020-2021  | HC Kometa Brno        | Extraliga Tchèque      | 39 | 6                | 6                | 12               | 4                | 8                | 0 | 1                    | 1                    | 2                    |                      |                      |
| 2021-2022  | HC Kometa Brno        | Extraliga Tchèque      | 47 | 10               | 10               | 20               | 16               | 5                | 1 | 0                    | 1                    | 2                    |                      |                      |
| 2022-2023  | HC Kometa Brno        | Extraliga Tchèque      | 33 | 3                | 7                | 10               | 2                | 7                | 0 | 2                    | 2                    | 0                    |                      |                      |
| 2023-2024  | HC Kometa Brno        | Extraliga Tchèque      | 34 | 8                | 5                | 13               | 16               | 6                | 0 | 1                    | 1                    | 2                    |                      |                      |
| Totaux LNH | Totaux LNH            | Totaux LNH             | 95 | 7                | 10               | 17               | 12               | -                | - | -                    | -                    | -                    |                      |                      |

### En équipe nationale
| Année | Compétition                          |   | PJ | B  | A  | Pts | Pun | +/-                                      |  | Résultat |
| 2008  | Championnat du monde moins de 18 ans | 5 | 2  | 11 | 13 | 2   | +11 | Médaille d'or de la division 1, groupe A |  |          |
| 2009  | Championnat du monde junior          | 6 | 0  | 3  | 3  | 2   | +2  | Sixième place                            |  |          |
| 2010  | Championnat du monde junior          | 5 | 0  | 4  | 4  | 2   | -4  | Septième place                           |  |          |